# Väike-Rootsi
Koordinaten: 58° 14′ N, 22° 43′ O
Väike-Rootsi (veraltet auch Püsku-Rootsi; deutsch Klein-Rotsi) ist ein Dorf (estnisch küla) auf der größten estnischen Insel Saaremaa. Es gehört zur Landgemeinde Saaremaa (bis 2017: Landgemeinde Pihtla) im Kreis Saare.

## Einwohnerschaft, Lage und Geschichte
Das Dorf hat zwei Einwohner (Stand 31. Dezember 2011). Es liegt an der Spitze der Halbinsel Vätta (Vätta poolsaar), die in die Ostsee hineinragt. Die Gegend ist besonders ein bei Wanderern beliebtes Ausflugsziel.
Das Dorf wurde wie sein Nachbarort Suure-Rootsi erstmals 1497 unter dem Namen Vettel urkundlich erwähnt. Es war damals von Schweden bewohnt. Rootsi bedeutet auf Estnisch „Schweden“, Väike heißt „klein“.